# Federação Aeronáutica Internacional
A Fédération Aéronautique Internationale (FAI) é um órgão internacional criado em 1905 que governa e regulariza os esportes aéreos no mundo.
É ela quem homologa todos os campeonatos mundiais e recordes de desportos aéreos e astronáutica.
No Brasil ela é representada pela CAB (Comissão do Aerodesporto Brasileira).
A FAI tem como objetivo principal encorajar o desenvolvimento dos desportos aéreos em todo o mundo. As suas áreas de competência abrangem múltiplas actividades – os aviões, as acrobacias aéreas, os hidroaviões, os helicópteros, os balões, os dirigíveis, os parapentes, as asas-delta, os planadores, os saltos de para-quedas, os veículos espaciais, etc.

## História
A FAI foi criada nos moldes do Comitê Olímpico Internacional. Sua criação surgiu da necessidade de estabelecer critérios aceitos internacionalmente para se decidir se um aparelho mais pesado que o ar era viável. Os critérios eram: 
- a) o voo deveria ser realizado na presença de um organismo oficial, habilitado para homologá-lo;
- b) o voo deveria se realizar em tempo calmo e sobre um terreno plano e devidamente autenticado;
- c) o avião deveria deixar o solo pelos próprios meios, em um ponto pré-determinado, com um homem a bordo;
- d) o aparelho deveria carregar a bordo as fontes de energia necessárias;
- e) o aparelho deveria voar em linha reta;
- f) o aparelho deveria executar uma mudança de direção (viragem e círculo);
- g) o aparelho deveria retornar ao ponto de partida.

## Atividades
A FAI é o órgão internacional de governança para as seguintes atividades:
- Acrobacia por meio da ("Commission Internationale de Voltige Aérienne" - CIVA)[3]
- Aeromodelismo e drones através da ("Commission Internationale d'Aéro-Modélisme" - CIAM)[4]
- Balonismo através da ("Commission Internationale de l'Aérostation" - CIA)[5]
- Aviação geral por meio da ("General Aviation Commission" - GAC)[6]
- Voo à vela pela ("International Gliding Commission - IGC")[7]
- Asa delta e parapente através da ("Commission Internationale de Vol Libre - CIVL)[8]
- Aeronaves de propulsão humana por meio da ("Commission Internationale des Aéronefs de Construction Amateur - CIACA")[9]
- Ultraleve e Paramotor através da ("Commission Internationale de Microaviation - CIMA)[10]
- Paraquedismo através da Comissão Internacional de Paraquedismo da FAI[11]
- Helicópteros através da ("Commission Internationale de giraviation - CIG)[12]

A FAI estabelece os padrões para registros nas atividades. Onde estes são esportes aéreos, a FAI também supervisiona competições internacionais em nível mundial e continental, e também organiza os Jogos Aéreos Mundiais e o Grande Prêmio Mundial da FAI.
A FAI organiza a FAI International Drones Conference and Expo. Este evento oferece uma plataforma para organizações, empresas e indivíduos discutirem como os drones são usados hoje e criar uma estrutura de como eles serão usados e terão impacto na vida no futuro.
A FAI também mantém registros em voos espaciais humanos, por meio da Comissão de Registros Astronáuticos da FAI ("International Astronautic Records Commission - ICARE)

### Definição da linha Karman
A FAI define o limite entre a atmosfera da Terra e espaço exterior, a chamada Linha Karman, como a altitude de 100 quilômetros (62 milhas; 330 000 pés) acima do nível do mar da da Terra.